# شهرستان ولیکا اولکسندریفکا
شهرستان ولیکا اولکسندریفکا (به لاتین: Velyka Oleksandrivka Raion) یک سکونتگاه مسکونی در اوکراین است که در استان خرسون واقع شده‌است.